# André Gascard
André Gascard  (Agen, 1890. november 16. – Marseille, 1969. október 16.) francia labdarúgóhátvéd, edző. Fia a képregényrajzoló Gilbert Gascard.